# De Zigeunerin
De Zigeunerin, ook uitgebracht als La Bohémienne, is een Nederlandse stomme film uit 1914 onder regie van Louis H. Chrispijn.

## Verhaal
Professor Mortman werkt aan de universiteit van Amsterdam en ontdekt een nieuw poeder dat een explosief effect kan hebben. Als hij op een dag zigeunerin Tiska mishandeld ziet worden door haar vader Miarko, redt hij haar uit de handen van haar familie en laat zijn zus haar adopteren. In haar huis maakt Tiska kennis met de onlangs uit Java teruggekeerde zoon van de professor, Jack. Ze worden verliefd op elkaar, maar hij vertrekt enige dagen later weer. Niet veel later trouwt ze met zijn vader.
Op een dag gaat de explosie af en wordt de professor blind. Niet veel later hoort hij een man de liefde verklaren aan Tiska. Hij dwingt haar te zeggen wie deze man is, maar zij weigert zijn identiteit te onthullen. Daarom dreigt de professor hen alle drie op te blazen. Tiska weigert te vertellen dat het gaat om zijn zoon Jack en gaat met hem weg. De jaloers professor volgt hen en laat de explosie afgaan. Ze komen hierbij alle drie om het leven.

## Rolbezetting
| Acteur                 | Personage                 |
| ---------------------- | ------------------------- |
| Christine van Meeteren | Tiska                     |
| Louis H. Chrispijn     | Professor Mortman         |
| Theo Frenkel jr.       | Jack Mortman              |
| Julia Cuypers          | Zus van professor Mortman |